# Drágám, add az életed! (televíziós műsor)
A Drágám, add az életed! 2016-ban indult magyar televíziós vetélkedő. A műsor először 2016. május 2-án került adásba a TV2-n, az eddigi utolsó részt pedig 2017. szeptember 22-én adták le, a folytatása 2022. május 9-én került képernyőre.

## A műsor tematikája
A műsor a német Mein Mann kann című vetélkedő magyarosított változata. A vetélkedőben különböző sztárpárok női tagjai licitálnak különböző ügyességi feladatoknál arra, hogy az ő férjük mennyire lenne képes megcsinálni. A feladattól függően a legmagasabb vagy legalacsonyabb licitet kapó férfinak végül végig kell csinálnia az adott feladatot a licitált pont megnyerése érdekében. Ha nem sikerül teljesíteni a feladatot, a licittel elnyerhető pontokat a többi versenyző páros kapja egyenlő arányban. 
A műsor férfi műsorvezetője az első évadban Majka, a második évadban Till Attila, a harmadik évadban pedig Csonka András voltak, míg a női műsorvezető az első három évadban Ábel Anita volt. A negyedik évadban Köllő Babett és Till Attila lettek a műsorvezetők.

## Évadok
| Évad | Évad | Epizódok | Sugárzás            | Sugárzás             | Győztes                               | Műsorvezető  | Műsorvezető   | Adó |
| Évad | Évad | Epizódok | Évadbemutató        | Évadzáró             | Győztes                               | Műsorvezető  | Műsorvezető   | Adó |
| ---- | ---- | -------- | ------------------- | -------------------- | ------------------------------------- | ------------ | ------------- | --- |
|      | 1.   | 24       | 2016. május 2.      | 2016. június 3.      | Keleti Andrea és Kovács Zoltán        | Ábel Anita   | Majka         |     |
|      | 2.   | 25       | 2016. október 17.   | 2016. november 17.   | Megyeri Csilla és Molnár Zsolt        | Ábel Anita   | Till Attila   |     |
|      | 3.   | 20       | 2017. augusztus 28. | 2017. szeptember 22. | nem volt összesített győztes          | Ábel Anita   | Csonka András |     |
|      | 4.   | 25       | 2022. május 9.      | 2022. június 10.     | Kulcsár Viktória és Kiss Péter Balázs | Köllő Babett | Till Attila   |     |

## Versenyzők
|                | 1. évad                                  | 2. évad                         | 3. évad                               | 4. évad                               |
| -------------- | ---------------------------------------- | ------------------------------- | ------------------------------------- | ------------------------------------- |
| 1. hét         | Tölgyesi-Khell Chynthia és Hujber Ferenc | Kulcsár Edina és Csuti          | Hódi Pamela és Berki Krisztián        | Bódi Gina és Bódi Csaba               |
| 1. hét         | Verebes Linda és Pindroch Csaba          | Larion Zoé és Müller Attila     | Nagy Renáta és Benkő Dániel           | Gáspár Bea és Gáspár Győző            |
| 1. hét         | Kökény Aranka és Kökény Attila           | Földi Lea és Apáti Bence        | Jellinek Tina és Emilio               | Kardffy Aisha és Kerényi Miklós Máté  |
| 1. hét         | Keleti Andrea és Kovács Zoltán           | Tápai Szabina és Kucsera Gábor  | Mihályi Mariann és Kefir              | Palácsik Lilla és Visváder Tamás      |
| 2. hét         | Dávid Katalin és Abebe Dániel            | Lola ás Czoller Bence           | Détár Enikő és Kiss Péter             | Kökény Aranka és Kökény Attila        |
| 2. hét         | Balázs Kíra és Katus Attila              | Lotfi-Schadi Réka és Lotfi Begi | Gagyi Nikolett és Oláh Gergő          | Heatlie Dorottya és Heatlie Dávid     |
| 2. hét         | Gregor Bernadett és Szarvas Attila       | Mádai Vivien és Szabó Zoltán    | Madár Veronika és Landor Richárd      | Voksán Virág és Valentényi László     |
| 2. hét         | Bárdosi Ildikó és Bárdosi Sándor         | Zoltán Erika és Kátai Róbert    | Polyák Lilla és Gömöri András Máté    | Tóth-Hódi Pamela és Tóth Bence        |
| 3. hét         | Menyhárt Böbe és Varga Győző             | Köböl Anita és Farkas Péter     | Judy és Molnár Balázs                 | Jolly és Szuperák Barbara             |
| 3. hét         | Szádváry-Szabó Virág és Fischl András    | Gaál Noémi és Maloveczky Miklós | Pápai Anita és Pápai Joci             | Kandász Andrea és Borszéki Ferenc     |
| 3. hét         | Takács Zsuzsi és Zámbó Krisztián         | Salgó Adrienn és Győrfi Pál     | Völgyesi Gabriella és Kovacsics Ádám  | Kiss Rebeka és Henry Kettner          |
| 3. hét         | Kardos Csilla és Curtis                  | Pirner Alma és Diviki Attila    | Deutsch Anita és Kinizsi Ottó         | Zsembera Liliána és Varga Viktor      |
| 4. hét         | Cinthya Dictator és Varga Viktor         | Mihályi Éva és Mihályi László   | Szandi és Bogdán Csaba                | Kótai Krisztina és Kótai Mihály       |
| 4. hét         | Sipos-Szalay Linda és Sipos Tamás        | Megyeri Csilla és Molnár Zsolt  | Szegedi Vanda és Szécsi Zoltán        | Solti Bernadett és Solti Ádám         |
| 4. hét         | Sáfrány Emese és Molnár-Odri Attila      | Fórizs Regina és Nagy Norbert   | Annoni Zita és Gianni Annoni          | Szécsi Debóra és Cooky                |
| 4. hét         | Eke Angéla és Puskás Péter               | Bihari Vica és Tárkányi Gergő   | Szécsi Debóra és Cooky                | Kulcsár Viktória és Kiss Péter Balázs |
| Nyertesek hete | Keleti Andrea és Kovács Zoltán           | Tápai Szabina és Kucsera Gábor  |                                       | Palácsik Lilla és Visváder Tamás      |
| Nyertesek hete | Bárdosi Ildikó és Bárdosi Sándor         | Megyeri Csilla és Molnár Zsolt  | Heatlie Dorottya és Heatlie Dávid     |                                       |
| Nyertesek hete | Kardos Csilla és Curtis                  | Mádai Vivien és Szabó Zoltán    | Kiss Rebeka és Henry Kettner          |                                       |
| Nyertesek hete | Eke Angéla és Puskás Péter               | Köböl Anita és Farkas Péter     | Kulcsár Viktória és Kiss Péter Balázs |                                       |